# 3-Oxetanon
A 3-oxatenon, más néven oxetán-3-on vagy 1,3-epoxi-2-propanon egy heterociklusos vegyület. Színtelen, gyúlékony folyadék.
Más oxetánszármazékok kutatására használják. Az utóbbi időben derült ki, hogy ezek előnyösen befolyásolják a gyógyszernek kiszemelt vegyületek bio- és pszichokémiai tulajdonságait. A 3-oxetanon elméleti vizsgálatoknak is tárgya.

## Fordítás
Ez a szócikk részben vagy egészben a 3-Oxetanone című angol Wikipédia-szócikk ezen változatának fordításán alapul.  Az eredeti cikk szerkesztőit annak laptörténete sorolja fel. Ez a jelzés csupán a megfogalmazás eredetét és a szerzői jogokat jelzi, nem szolgál a cikkben szereplő információk forrásmegjelöléseként.